# Jasień (miasto)
Jasień (niem. Gassen; po II wojnie światowej przejściowo Gocław) – miasto w zachodniej Polsce, w woj. lubuskim, w powiecie żarskim, siedziba gminy miejsko-wiejskiej Jasień.

## Położenie

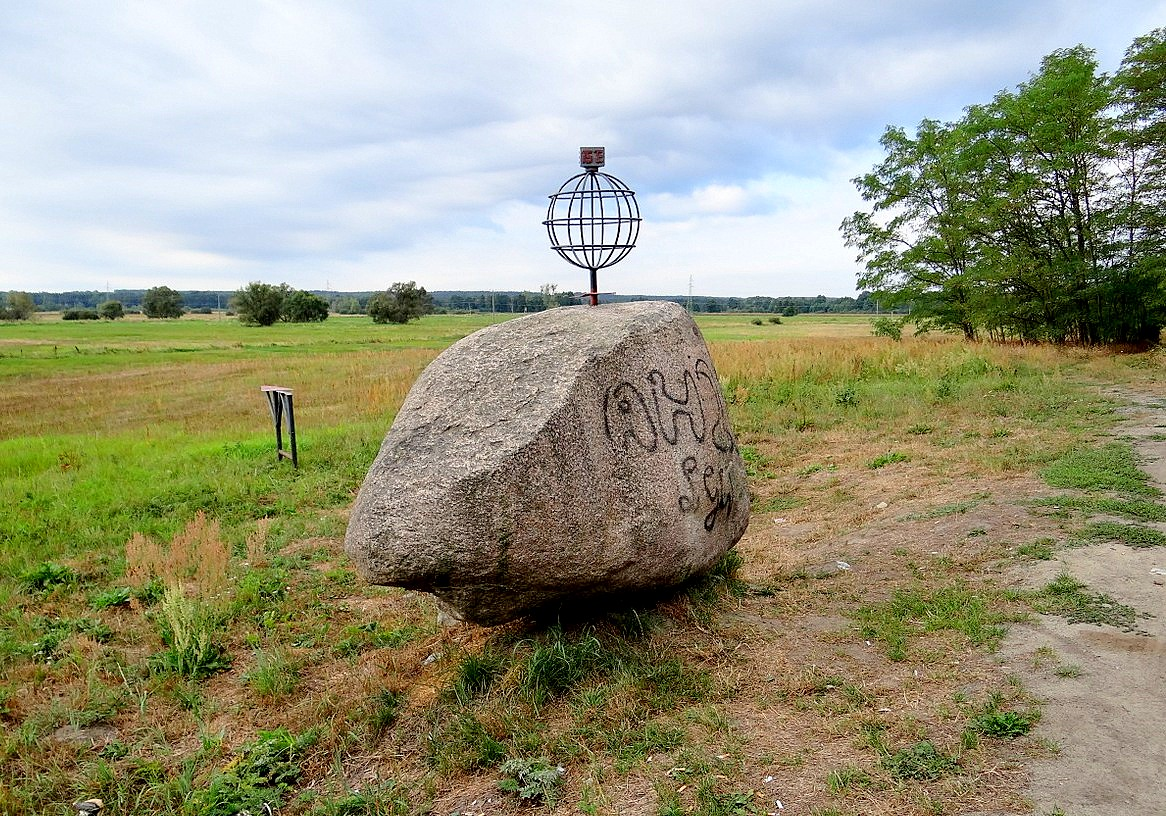
Pomnik południka 15°E

Jasień położony jest w województwie lubuskim, w powiecie żarskim, 16 km od stolicy powiatu – Żar. Leży na obszarze Obniżenia Nowosolskiego nad Lubszą. Miasto położone jest na południowy zachód od Zielonej Góry.
Pod względem historycznym Jasień leży na Dolnych Łużycach.
Według danych z 1 stycznia 2011 r. powierzchnia miasta wynosiła 4,79 km².

## Historia
Jasień został założony przez Łużyczan. Historia pisana Jasienia rozpoczyna się w 1000 r., kiedy to cesarz Otton III przekazał w dokumencie wystawionym w Akwizgranie klasztorowi w Nienburgu osadę wiejską Gozenna (Dawny Jasień). Następne wzmianki o miejscowości pochodzą z lat 1012, 1170 oraz 1216 – wymieniana była wtedy wieś Gozewa.
W latach 1321–1642 wieś Jasień (Gassen) pozostała w rękach rodziny von Wiedebach jako dobro szlacheckie. Po tym okresie wieś Jasień otrzymała wdowa po Kacprze von Wiedebach – Marianna, która poślubiła Władysława Szymańskiego. W ciągu następnych kilku lat nabył on inne dobra po rodzie von Wiedebach i stworzył majątek, który oprócz Jasienia skupiał też kilka okolicznych wsi.
W 1652 r. Rudolf von Bünau sprowadził ze Śląska i Moraw prześladowanych za wiarę protestantów i przekazał im zniszczone w czasie wojny trzydziestoletniej (1618–1648) gospodarstwa jasieńskie. W 1656 r. właściciel Jasienia został mianowany starostą Dolnych Łużyc. Migracje protestantów, którzy zwiększali liczbę mieszkańców wsi, a także „przynosili” nowe zawody i umiejętności, sprawiły, że 24 stycznia 1660 r. książę sasko-merseburski, Chrystian I, nadał posiadającemu ok. 300 mieszkańców Jasieniowi prawa miejskie. Dzięki temu dawna wieś zyskała m.in. prawo mili (zgodnie z którym w pasie o szerokości 1 mili wokół miasta wszystkie targi, składy, karczmy, piekarnie itp. były jego własnością), przywileje cechowe oraz samorząd miejski. Mimo to Jasień w dalszym ciągu liczył niewielu mieszkańców – w 1708 r. notowanych było 47 mężczyzn w wieku od 12 do 60 lat, w 1755 r. – 98 mężczyzn.
W 1731 r. w mieście wybuchł wielki pożar, który strawił prawie całe miasto. Mimo ogromnych zniszczeń, udało się odbudować miasto, powstały nowe budynki z cegły, a w 1733 r. rozpoczęto budowę kościoła, który stoi do dziś.
Od 1738 r. sprzyjający okres dla Jasienia zaczął przemijać, kiedy to wygasła dynastia książąt sasko-merseburskich, a Dolne Łużyce przeszły pod administrację księstwa saksońskiego, które było wówczas w okresie wojen śląskich. W Jasieniu stacjonował wtedy oddział wojsk saksońskich. Mieszkańcy miasta chronili się we dworze, który płacił kontrybucje i odrabiał służby wojskowe. W konsekwencji zubożał. W tym okresie rozpoczęto sprzedaż majątku, który przechodził z rąk do rąk na przestrzeni następnych 150 lat. Pomimo nie najlepszej sytuacji dworu, w latach 1764–1780 wybudowano w mieście pałac wraz z zabudowaniami folwarcznymi i ogrodem (na miejscu ogrodu stoją dziś dwa bloki mieszkalne).

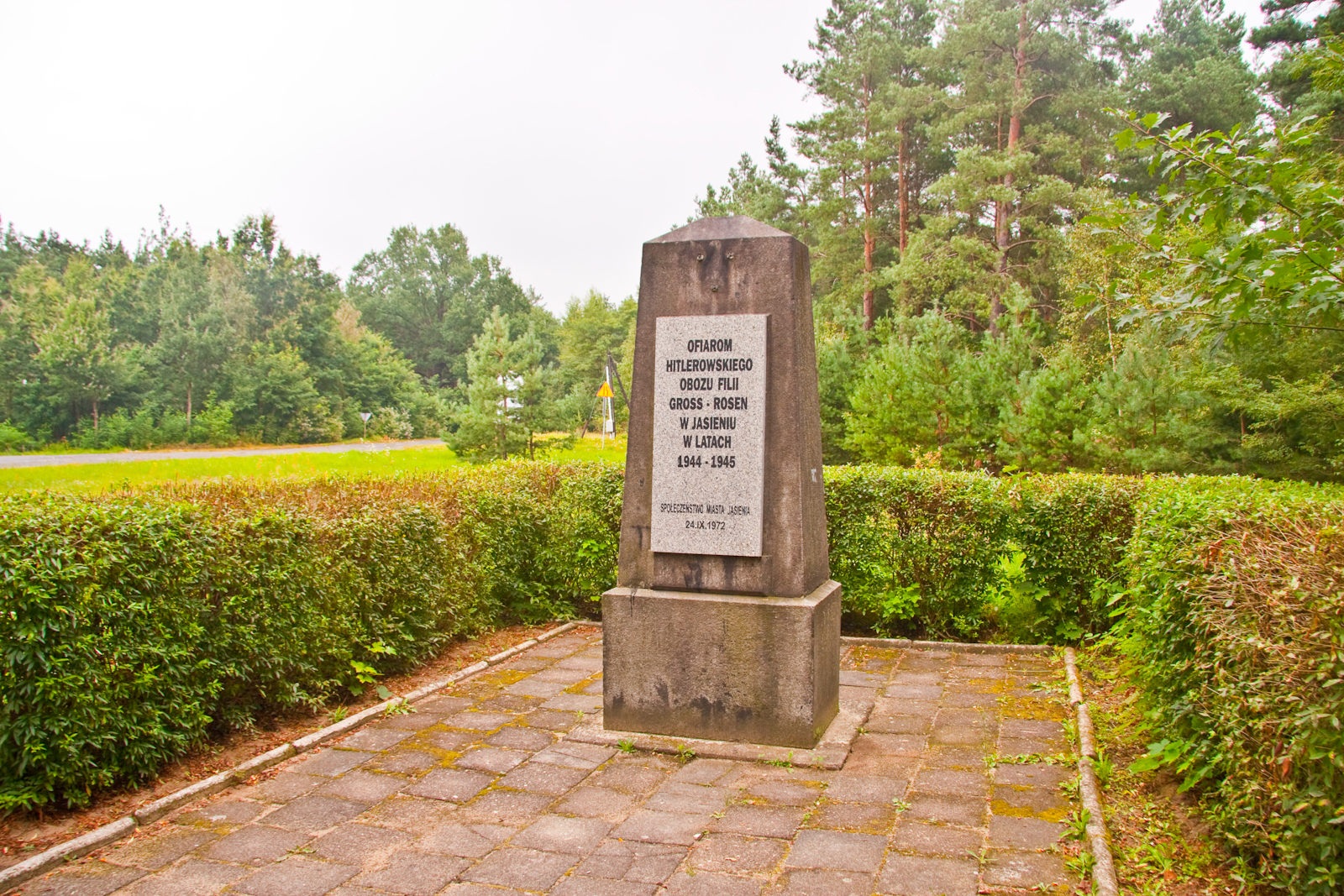
Pomnik upamiętniający ofiary miejscowej filii obozu koncentracyjnego Groß-Rosen

W 1881 r. miasto położyło kres wyprzedaży majątku von Rabenau i kupiło od spadkobierców dobra ziemskie za 285 000 marek. Zakupiony pałac władze miejskie przeznaczyły na ratusz.
Na obrzeżu miejscowości od września 1944 do 12 II 1945 znajdował się obóz pracy – filia niemieckiego obozu koncentracyjnego Groß-Rosen dla ok. 700 więźniów, głównie Polaków. Zatrudnieni byli przede wszystkim w miejscowych zakładach lotniczych Focke-Wulf wytwarzających elementy samolotów. Po likwidacji obozu, więźniów przeniesiono do obozu koncentracyjnego Buchenwald, w efekcie warunków tej wędrówki zmarło minimum 120 uwięzionych.
Po włączeniu w 1945 r. miejscowości do Polski dotychczasowych mieszkańców wysiedlono, a na ich miejsce przybyli Polacy przesiedleni z Kresów Wschodnich. Większość współczesnych mieszkańców miasta to przesiedleńcy lub ich potomkowie. W latach 1975–1998 miasto administracyjnie należało do woj. zielonogórskiego.

## Demografia
Według danych GUS, w dniu 31 grudnia 2019 r. Jasień liczył 4262 mieszkańców.

## Zabytki
Do wojewódzkiego rejestru zabytków wpisane są:
- kościół ewangelicki, obecnie rzymskokatolicki parafialny pod wezwaniem Matki Boskiej Różańcowej, z pierwszej połowy XVIII wieku, dawny zbór protestancki
- Pałac w Jasieniu, wybudowany w latach 1764–1780
- dom, ul. Kościuszki 3
- zajazd, obecnie dom, ul. Krótka 1, z XVIII wieku
- dom, ul. Sienkiewicza 40, z XVIII wieku
- domy, ul. Jana Pawła II 3, 9, 16, z początku XIX wieku
- część podziemna domu, pl. Wolności 16, z XVIII wieku
- dom, pl. Wolności 17, z XVIII wieku

inne zabytki:
- dobrze zachowany zespół urbanistyczny oraz zabudowa pochodząca z XVIII w., XIX w. i początków XX wieku
- kamienny krzyż z inskrypcją z 1813 roku, wykonany z połówki kamienia młyńskiego mierzy 37 cm wysokości, 35 cm szerokości i 8 cm grubości[8]; hipoteza, że jest to krzyż pokutny nie ma oparcia w żadnych dowodach i oparta jest wyłącznie na nieuprawnionym założeniu, że wszystkie stare kamienne monolitowe krzyże są krzyżami pokutnymi; w wypadku tego krzyża pokutny charakter eliminuje też data 1813 na inskrypcji, gdyż od XVI w. zabójstwa były przestępstwami, które nie podlegały prywatnym negocjacjom, a ich ściganie i karanie było w wyłącznej kompetencji władz.

## Wspólnoty wyznaniowe
- Kościół rzymskokatolicki:
  - parafia Matki Bożej Różańcowej
- Świadkowie Jehowy:

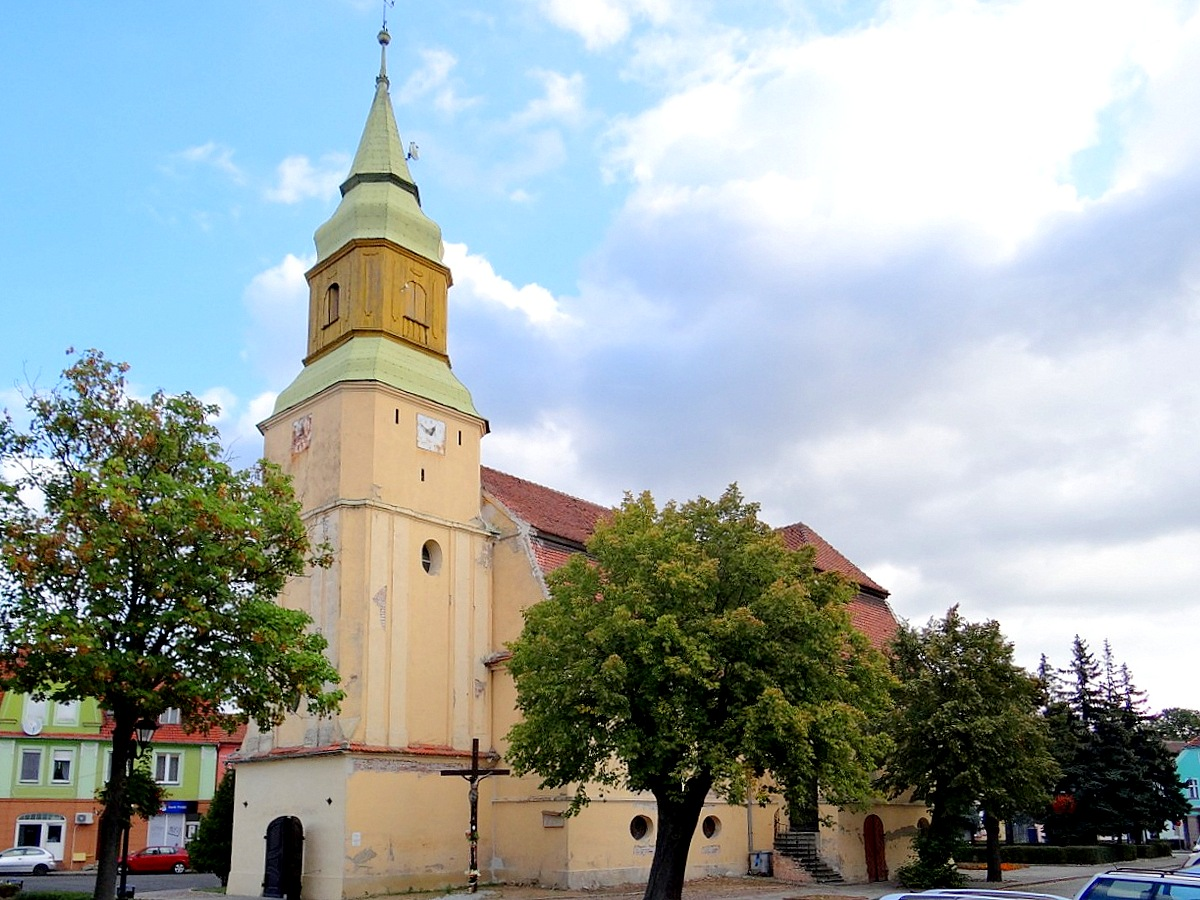
Kościół Matki Boskiej Różańcowej

  - zbór Jasień (Sala Królestwa ul. Graniczna 1)[9][10]

## Sport
W mieście funkcjonuje klub piłkarski Miejski Klub Sportowy (MKS) „Stal” Jasień, który został założony w 1949 roku. W sezonie 2025/2026 występuje w III lidze, grupie III.